# Шаффнер, Джон Генри
Джон Ге́нри Ша́ффнер (англ. John Henry Schaffner, 1866—1939) — американский ботаник, физиолог растений.

## Биография
Родился 8 июля 1866 года в деревне Агоста на территории округа Марион в штате Огайо. Вскоре после рождения семья переехала в округ Клей в Канзасе. Учился в Университете имени Бейкера в Болдуин-Сити, в 1893 году окончил его со степенью бакалавра. В 1894 году Шаффнер получил степень магистра в Мичиганском университете. С 1896 года продолжал обучение в Чикагском университете.
С 1897 года Джон Генри Шаффнер занимался исследовательской и преподавательской работой в Университете штата Огайо. С 1899 года преподавал в звании ассистента, с 1902 года — в звании доцента. В 1907—1908 годах изучал ботанику в Цюрихском университете с Хансом Шинцем. В 1908 году Шаффнер возглавил кафедру ботаники Университета штата Огайо. В 1911 году он стал профессором ботаники.
С 1916 года Шаффнер был женат на Корделии Гарбер.
С 1900 по 1915 год был главным редактором журнала Ohio Naturalist, с 1915 по 1917 год — Ohio Journal of Science. В 1908—1909 годах Шаффнер возглавлял Академию наук Огайо.
Скончался 27 января 1939 года в Колумбусе.

## Некоторые научные работы
- Schaffner J. H. Trees of Ohio (неопр.) // Proceedings of the Ohio State Academy of Sciences. — 1909. — Т. 5, № 3. — С. 71—191.
- Schaffner J. H. The nature and development of sex in plants. — 1910. — 26 p.
- Schaffner J. H. The pteridophytes of Ohio (неопр.) // Proceedings of the Ohio State Academy of Sciences. — 1910. — Т. 5, № 5. — С. 265—305.
- Schaffner J. H. Field manual of trees. — 1914. — 154 p.
- Schaffner J. H. Observations on the grasslands of the central United States. — 1926. — 56 p.
- Schaffner J. H. Field manual of the flora of Ohio. — 1928. — 638 p.

## Некоторые виды растений, названные в честь Дж. Шаффнера
- Agrostis schaffneri E.Fourn., 1886
- Bahia schaffneri S.Watson, 1891
- Cacalia schaffneri A.Gray, 1883 ≡ Odontotrichum schaffneri (A.Gray) Rydb., 1924
- Coreopsis schaffneri A.Gray, 1883 ≡ Bidens schaffneri (A.Gray) Sherff, 1913
- Selaginella schaffneri Hieron., 1902